# Liste von Persönlichkeiten der Stadt Ostrava
Diese Liste enthält in Ostrava geborene Persönlichkeiten sowie solche, die in Ostrava gewirkt haben, dabei jedoch andernorts geboren wurden. Die Liste erhebt keinen Anspruch auf Vollständigkeit.

## In Ostrava geborene Persönlichkeiten

### Bis 1900
- Valentin Bernard Jestřábský (1630–1719), römisch-katholischer Priester und Barock-Schriftsteller
- Viktor von Scheuchenstuel (1857–1938), General
- Ferdinand Hochstetter (1861–1954), österreichischer Anatom
- Wilhelm Piechula (1873–1951), österreichischer Politiker und Eisenbahner
- Hermann Dostal (1874–1930), österreichischer Komponist und Arrangeur
- Marianne Frimberger (1877–1965), österreichische Malerin, Grafikerin, Illustratorin und Schriftstellerin
- Franz Gallent (1877–1959), österreichischer Politiker
- Rudolf Ernest (1881–1930), österreichischer Baumeister und Architekt
- Hans Otto Löwenstein (1881–1931), österreichischer Filmregisseur und -produzent
- Franz Löwy (1883–1949), österreichischer Atelier- und Gesellschaftsfotograf
- Irene Kafka (1888–1942), Übersetzerin und Lyrikerin
- Eduard Pant (1887–1938), Journalist und Politiker
- Anny E. Popp (1891–nach 1936), österreichische Kunsthistorikerin
- Gustav Heinisch (1892–1979), österreichischer Bergbauingenieur
- Lev Prchala (1892–1963), Armeegeneral
- Karl Brand (1895–1917), Lyriker und Erzähler
- Josef Mattauch (1895–1976), deutscher Physiker
- Jožka Jabůrková (1896–1942), Journalistin und Schriftstellerin
- Gilda Langer (1896–1920), deutsche Schauspielerin
- Hermann Reusch (1896–1971), deutscher Bergassessor und Industrieller
- Karol Šmidke (1897–1952), slowakischer Politiker
- Robert Strobel (1898–1994), deutscher Journalist und Rechtswissenschaftler
- Richard Knorre (1900–1964), Politiker

### 1901 bis 1925
- Alexander Sacher-Masoch (1901–1972), österreichischer Schriftsteller
- Ilse Weber (1903–1944), Schriftstellerin
- Berta Kraus-Rosen (1904–1981), tschechoslowakisch-israelische Schriftstellerin
- Maximilian Ronke (1904–1983 oder 1984), deutscher Jurist
- Schlomo Rosen, geboren als Schlomo Rosenzweig (1905–1985), israelischer Politiker und Minister
- Hanna Fuchs (1907–1991), tschechoslowakisch-australische Schriftstellerin
- Hans Schoszberger (1907–1997), deutscher Architekt
- Joseph Wechsberg (1907–1983), Erzähler, Essayist und Journalist
- Leopold Ludwig (1908–1979), deutscher Dirigent
- Karl Scheit (1909–1993), österreichischer Gitarrist, Lautenist, Komponist und Musikpädagoge
- Josef Schwarz (1910–1985), deutscher Politiker
- Zdeněk Jirotka (1911–2003), Schriftsteller und Feuilletonist
- Egon Karter (1911–2006), tschechisch-schweizerischer Schauspieler, Operettensänger und Theaterintendant
- Helga Schmidt-Glassner (1911–1998), deutsche Fotografin
- Růžena Beinhauerová (1912–1968), tschechoslowakische Skisportlerin, Ruderin und Basketballspielerin
- Beno Blachut (1913–1985), tschechischer Tenor
- Stephan Körner (1913–2000), Philosoph
- Artur London (1915–1986), Politiker
- Robert Stratil (1919–1976), deutscher Filmarchitekt
- Vlastimil Brodský (1920–2002), Schauspieler
- Lore Lorentz (1920–1994), deutsche Kabarettistin
- Oldřich Černík (1921–1994), Politiker
- Ruth Elias (1922–2008), Überlebende der Schoa
- Ilja Hurník (1922–2013), Komponist und Pianist
- Otmar Mácha (1922–2006), Komponist
- Rudolf Adametz (1923–1983), deutscher Politiker
- Erich Balon (1923–unbekannt), deutscher Geograf
- Boris Čelovský (1923–2008), Historiker und Philosoph
- Erhard Karkoschka (1923–2009), deutscher Komponist
- Gudrun Bierski (1925–2006), deutsche Künstlerin der Art Brut
- Drahomír Kolder (1925–1972), Politiker
- Gerald Weinkopf (1925–1992), Musiker und Fernsehjournalist

### 1926 bis 1950
- Miroslav Klega (1926–1993), Komponist
- Karel Reisz (1926–2002), tschechisch-britischer Regisseur
- Oldřich Daněk (1927–2000), Dramatiker, Schriftsteller, Regisseur und Drehbuchautor
- Věra Chytilová (1929–2014), Filmregisseurin und Drehbuchautorin
- Ota Filip (1930–2018), Schriftsteller
- Peter Burian (* 1931), Historiker
- Jan Rys (1931–1986), österreichischer Schriftsteller, Hörspielautor, Lyriker, Maler und Übersetzer
- Ilana Shenhav (1931–1986), Künstlerin
- Miroslav Wiecek (1931–1997), Fußballspieler
- Naděžda Kniplová (1932–2020), tschechische Sopran-Opernsängerin
- Herbert Kochta (* 1932), deutscher Architekt
- Walter Josef Lorenz (* 1932), deutscher Nuklearmediziner und Biophysiker an der Universität Heidelberg
- Johanna Anderka (1933–2022), deutsche Schriftstellerin und Lyrikerin
- Dietmar Katzy (1935–2013), deutscher Politiker
- Peter Moraw (1935–2013), deutscher Historiker
- Jaroslav Opěla (1935–2016), Dirigent
- Margarete Palz (* 1937), Textilkünstlerin
- Petr Kaplan (1940–2007), Rocksänger und -gitarrist
- Dieter F. Uchtdorf (* 1940), Pilot und Religionsführer
- Gerhard Heisler (* 1941), deutscher Fotograf
- Kristian Kunert (* 1941), deutscher Erziehungswissenschaftler
- Günter Reichert (* 1941), Historiker und Politologe, Präsident der Bundeszentrale für politische Bildung
- Hans Zdražila (* 1941), Gewichtheber
- Peter Rubin (* 1942), deutscher Sänger, Moderator, Songwriter und Gitarrist
- Jana Břežková (* 1943), Schauspielerin und Kostümbildnerin
- Tomáš Čermák (* 1943), Ingenieurwissenschaftler
- Lutz Freitag (* 1943), Gewerkschafter, Politiker und Abgeordneter der Hamburgischen Bürgerschaft
- Friedrich Tomi (* 1943), deutscher Mathematiker, Professor an der Ruprecht-Karls-Universität Heidelberg
- Georg Winckler (* 1943), österreichischer Wirtschaftswissenschaftler, Universitätsrektor
- Günter Gauglitz (* 1944), deutscher Chemiker und Hochschullehrer
- Werner Lippoldt (* 1944), deutscher Sportschütze
- Peter Maicher (* 1944), deutscher Gymnasiallehrer und Landtagsbeamter
- Karel Loprais (1949–2021), Rallyefahrer
- Libor Radimec (* 1950), Fußballspieler

### 1951 bis 1960
- Jiří Palkovský (* 1951), Hochspringer
- Zdeněk Rygel (* 1951), Fußballspieler
- Eva Jakoubková (1952–2005), Filmschauspielerin
- Jaromír Nohavica (* 1953), Liedermacher
- Rostislav Sionko (* 1953), Fußballspieler und -trainer
- Zdeněk Šreiner (1954–2017), Fußballspieler
- Evžen Tošenovský (* 1956), Politiker
- Lubomír Zaorálek (* 1956), Politiker
- Pavel Baran (* 1957), Dozent
- Petr Němec (* 1957), Fußballspieler und -trainer
- Ivo Vondrák (* 1959), Ingenieurwissenschaftler
- Václav Daněk (* 1960), Fußballspieler und -trainer
- Paul Kaspar (* 1960), deutsch-tschechischer Pianist
- Ivan Lendl (* 1960), US-amerikanischer Tennisspieler
- Alena Peterková (* 1960), Langstreckenläuferin

### 1961 bis 1970
- Taťána Kocembová (* 1962), Sprinterin
- Zbynek Cerven (* 1963), Fernsehregisseur
- Vilma Cibulková (* 1963), Schauspielerin
- Marie Hrachová (* 1963), Tischtennisspielerin
- Petr Hruška (* 1964), Lyriker und Literaturwissenschaftler
- Richard Vogel (* 1964), Tennisspieler und -trainer
- Josef Kovařík (* 1966), Nordischer Kombinierer
- Pavel Malura (* 1970), Fußballspieler und -trainer
- Jan Panáček (* 1970), Radrennfahrer
- Richard Šmehlík (* 1970), Eishockeyspieler

### 1971 bis 1980
- Roman Šimíček (* 1971), Eishockeyspieler
- Rudolf Wolf (* 1971), deutsch-tschechischer Eishockeyspieler
- Jindřich Dohnal (* 1972), Fußballspieler
- Vladimír Vůjtek junior (* 1972), Eishockeyspieler
- Daniela Krhutová (1973–2020), Schauspielerin und Sängerin
- Vladimír Talla (* 1973), Schachmeister und Schachschiedsrichter
- René Bolf (* 1974), Fußballspieler
- Petr Hrubý (* 1974), deutsch-tschechischer Eishockeyspieler
- Marek Malík (* 1975), Eishockeyspieler
- Martin Prusek (* 1975), Eishockeytorhüter und -trainer
- Marek Čech (* 1976), Fußballtorhüter
- Marek Jankulovski (* 1977), Fußballspieler
- Filip Kuba (* 1976), Eishockeyspieler
- Ivo Kresta (* 1977), Basketballspieler
- Radek Philipp (* 1977), Eishockeyspieler
- Libor Sionko (* 1977), Fußballspieler
- Patrik Gross (* 1978), mährisch-schlesischer Fußballspieler
- Jaroslav Němec (* 1978), Künstler und Maler
- Martin Galia (* 1979), Handballspieler
- Zbyněk Irgl (* 1980), Eishockeyspieler
- Miroslav Matušovič (* 1980), Fußballspieler
- Adam Ptáček (* 1980), Stabhochspringer

### 1981 bis 1990
- Kateřina Baďurová (* 1982), Stabhochspringerin
- Eva Decroix (* 1982), Anwältin und Politikerin (ODS)
- Mario Lička (* 1982), Fußballspieler
- Pavla Beretová (* 1983), Schauspielerin
- Zuzana Gardavská (* 1983), Grasskiläuferin
- Tomáš Grigar (* 1983), Fußballtorhüter
- Martin Walter (* 1983), deutsch-tschechischer Eishockeyspieler
- Petr Bolek (* 1984), Fußballtorhüter
- Libor Podmol (* 1984), Freestyle Motocross Fahrer
- Lukáš Ševít (* 1984), Naturbahnrodler
- Marie Smolka (* 1984), Opern- und Konzertsängerin
- Patrik Valčák (* 1984), Eishockeyspieler
- Michal Papadopulos (* 1985), Fußballspieler
- Lukáš Klimek (* 1986), tschechischer Eishockeyspieler
- Pavel Malchárek (* 1986), Fußballspieler
- Roman Polák (* 1986), Eishockeyspieler
- Petr Kalus (* 1987), Fußballspieler
- Petr Stýskala (* 1987), Fußballspieler
- Tarra White (* 1987), Pornodarstellerin
- Martina Jakubšová (* 1988), Volleyballspielerin
- Kateřina Cachová (* 1990), Siebenkämpferin
- Nikola Ogrodníková (* 1990), Speerwerferin
- Jan Veselý (* 1990), Basketballspieler

### Ab 1991
- Vladimír Coufal (* 1992), Fußballspieler
- Petr Mrázek (* 1992), Eishockeytorhüter
- Gabriela Capová (* 1993), Skirennläuferin
- Michaela Doleželová (* 1994), Skispringerin
- Nikol Tabačková (* 1998), Speerwerferin
- Eliška Desortová (* 2000), Handballspielerin
- Filip Kaloč (* 2000), Fußballspieler
- Charlotte Cholevová (* 2002), Handballspielerin
- Dalibor Svrčina (* 2002), Tennisspieler
- Lurdes Gloria Manuel (* 2005), Sprinterin

## Bekannte Einwohner von Ostrava
- Joseph Freiherr von Eichendorff (1788–1857), deutscher Dichter und Schriftsteller
- Johann Gregor Mendel (1822–1884), Augustinermönch und Naturforscher
- Josef Spoth (1842–1915), österr. Bergmann, Bergwerksdirektor
- Theodor Andrèe (1847–1915), Bergdirektor
- Leoš Janáček (1854–1928), tschechischer Komponist
- August Fillunger (1856–1917), österreichischer Bergmann
- Sigmund Freud (1856–1939), österreichischer Neurologe und Tiefenpsychologe
- Vojtěch Martínek (1887–1960), Schriftsteller, Prosaist, Dichter, Literaturkritiker und Publizist (wirkte und verstarb in Ostrau)
- Alfred Neubauer (1891–1980), Rennleiter des Mercedes-Grand-Prix-Teams von 1926 bis 1955
- Krista Lavíčková (1917–1944), NS-Opfer
- Emil Zátopek (1922–2000). tschechischer Leichtathlet und Olympiasieger
- Vítězslav Gardavský (1923–1978), Schriftsteller
- Hilde Zemann, deutsche Fotografin (1922–2011)
- Herbert Thomas Mandl (1926–2007), tschechischer Musiker, Philosoph und Schriftsteller
- Alfred Biolek (1934–2021), deutscher Fernseh-Entertainer und Talkmaster
- Jiří Urbánek (1944–2009), Fusion- und Jazzmusiker
- Milan Baros (* 1981), tschechischer Fußballspieler
- Patricia Janečková (1998–2023), slowakische Opernsängerin

## Ehrenbürger
- Emil Rochowanski (1845–1908), Jurist und Politiker